# الکساندر گورباتیکف
الکساندر گورباتیکف (روسی: Александр Валерьевич Горбатиков؛ زادهٔ ۴ ژوئن ۱۹۸۲) بازیکن هندبال اهل روسیه است.